# حوض الأمازون

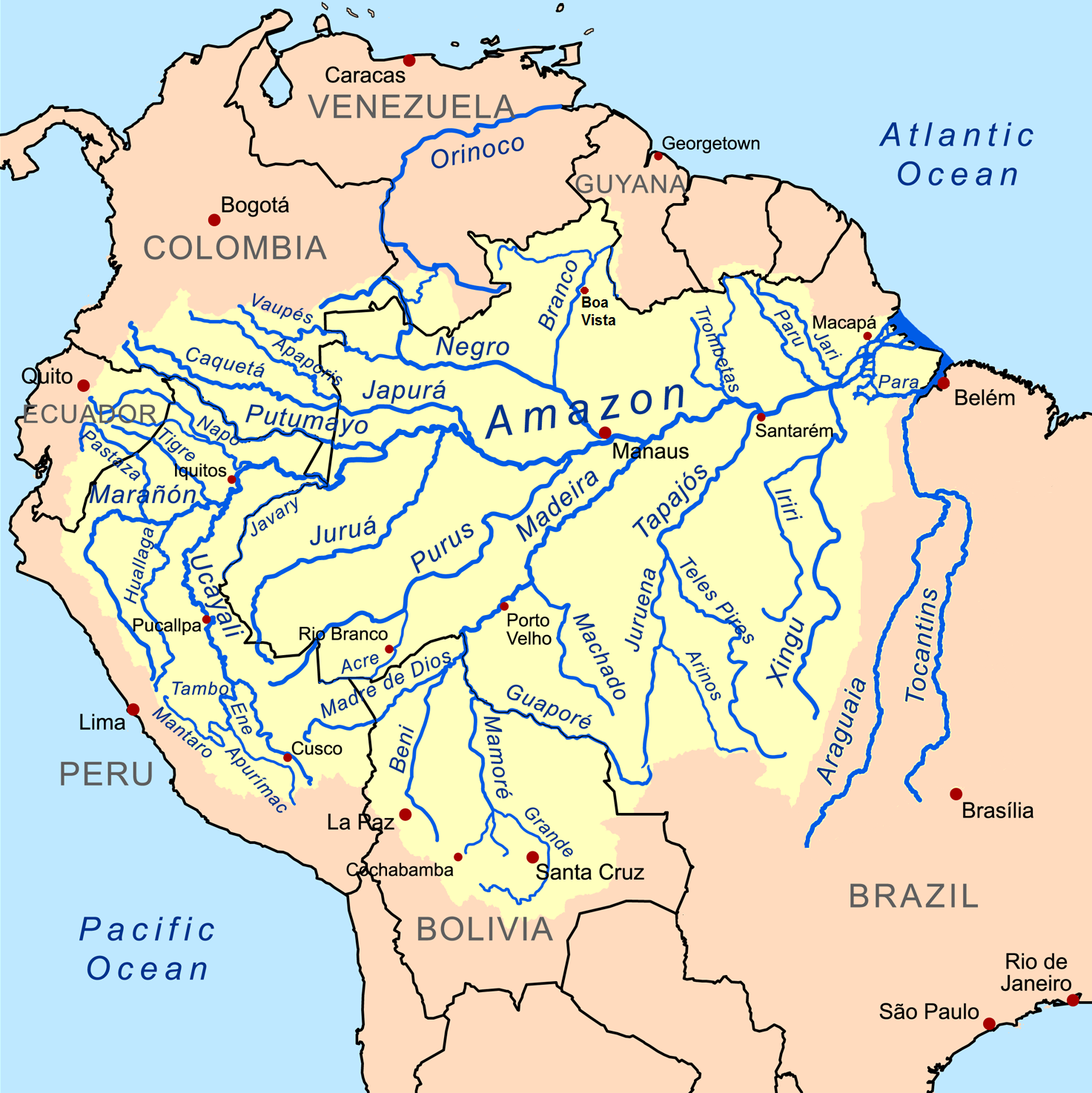
حوض الأمازون.

حوض الأمازون هو جزء من أراضي أمريكا الجنوبية وحوض تصريف لثاني أطول أنهار العالم نهر الأمازون وروافده، ويغطي حوض الصرف في منطقة الأمازون مساحة حوالي 7،500،000 كيلومتر مربع (2،900،000 ميل مربع)، أو ما يقرب من 40 في المئة من قارة أمريكا الجنوبية. وهي تقع في بلدان بوليفيا والبرازيل وكولومبيا والإكوادور وغيانا وبيرو وسورينام وفنزويلا.
معظم مناطق الحوض مغطاة بغابة الأمازون المطيرة، والمعروفة أيضا باسم أمازونيا. وتعتبر هذه الغابات أكبر الغابات المطيرة في العالم، حيث تبلغ مساحة الغابات الاستوائية الكثيفة 5،500،000 كيلومتر مربع (2،100،000 ميل مربع). ويعد حوض الأمازون أكبر حوض تصريف في العالم وتتجمع مياهه من 5 درجات من دوائر العرض الشمالية حتى 20 درجة من دوائر العرض الجنوبية. وتقع أبعد منابعه بين هضبة الأنديز، بالقرب من المحيط الهادئ.
وتبلغ مساحة المنطقة التي تغطيها مياه نهر الأمازون وروافده أكثر من ثلاثة أضعاف مسيرة سنة. يبلغ متوسط مساحة الأراضي التي تغطيها المياه أثناء موسم الجفاف 110،000 كيلو متر مربع (42،000 ميلاً مربعًا)، بينما ترتفع مساحة الأراضي التي تغمرها مياه الفيضان في حوض الأمازون إلى 350،000 كيلومتر مربع (135،000 ميلاً مربع) أثناء موسم الأمطار.
يصب الأمازون كم هائل من المياه في المحيط الأطلسي يصل إلى 300،000 متر مكعب في الثانية أثناء موسم الأمطار. يمد الأمازون محيطات العالم بحوالي 20 ٪ من إجمالي حجم المياه العذبة. بعيدا عن شاطئ مصب الأمازون، يمكن استخلاص المياه الصالحة للشرب من المحيط بعيدا عن الساحل، ويلاحظ انخفاض ملوحة المحيط خمسمائة كيلومتراً إلى البحر.
يرتفع نهر الأمازون في جبال الأنديز في الغرب من الحوض مع رافده الرئيسي نهر مارانيون في بيرو. ويعتبر عادة ثاني أطول نهر في العالم. ومع ذلك، ادّعى فريق من العلماء البرازيليين أن الأمازون هو أطول نهر في العالم. تُشكّل الأمازون وروافده أكبر كمية من المياه. وتمثل الأمازون حوالي 20 في المائة من مجموع المياه التي تنقلها الأنهار إلى المحيطات.
أعلى نقطة في مستجمعات المياه في حوض الأمازون هي ذروة يروباجا وتصل طولها إلى 6،635 م (21،768 قدم).
وقد كان حوض الأمازون يتدفق غرباً إلى المحيط الهادئ حتى تشكلت جبال الأنديز، مما تسبب في تدفق الحوض شرقاً نحو المحيط الأطلسي.